# Lieven Ferdinand de Beaufort
Lieven Ferdinand de Beaufort (23 tháng 3 năm 1879 – 11 tháng 5 năm 1968) là một nhà sinh học người Hà Lan.

## Tiểu sử
De Beaufort sinh tại Leusden vào tháng 3 năm 1879, là con trai của nhà sử học và chính khách W. H. de Beaufort. Sinh ra và lớn lên trong căn biệt phủ “Den Treek” của gia đình, ông từ nhỏ đã tỏ ra thích thú đối với thiên nhiên. Sau khi học xong trung học tại trường Hogere Burger (Amersfoort), de Beaufort lấy thêm bằng ngoại ngữ về tiếng Latinh và tiếng Hy Lạp. Năm 1899, ông trở thành sinh viên của Đại học Amsterdam.
Năm 1903, de Beaufort cùng 5 thành viên lên đường khám phá đảo New Guinea (khi đó gọi là New Guinea thuộc Hà Lan). Tại đây, ông thu về được nhiều mẫu chim, và đã cho xuất bản nhiều báo cáo đầu tiên trong sự nghiệp về điểu học. Dưới sự ảnh hưởng của Max Carl Wilhelm Weber, de Beaufort chuyển sang mảng ngư học, và đây cũng là mục tiêu nghiên cứu theo ông đến cuối đời.
Sau khi quay về nước, de Beaufort trở thành cộng tác viên của Weber, đảm nhận vai trò quản đốc của Bảo tàng Động vật học Amsterdam. Tháng 7 năm 1908, ông lấy bằng Tiến sĩ nhờ vào luận án nghiên cứu bong bóng cá của bộ Cá trích.
Năm 1907, de Beaufort kết hôn với Catherina Josephina Boissevain, và cả hai vợ chồng cùng nhau đi đến khu vực phía đông của Đông Ấn trong chuyến hành trình khám phá hệ động vật ở hai đảo Seram và Waigeo năm 1909–1910. De Beaufort, với sự trợ giúp của Max Weber, đã cho xuất bản 7 phần trong quyển The Fishes of the Indo-Australian Archipelago. Trong chuyến đi này, ông cũng tiếp tục nghiên cứu tìm hiểu về các loài chim và thú, đã cho ra đời quyển Encyclopaedic van Nederlandsch-Indi.
Năm 1922, de Beaufort trở thành Giám đốc của Bảo tàng Động vật học Amsterdam. Trong khoảng thời gian này, Boissevain vợ ông qua đời, để lại 4 người con. Sang năm 1929, ông trở thành Giáo sư Địa lý động vật, và cũng trong năm này ông tục huyền với bà Johanna van Raamsdonk.
Năm 1924, de Beaufort được bầu làm Chủ tịch và là Thành viên danh dự cũng nhiều hiệp hội, có thể kể đến như Hội Địa lý Hà Lan (chủ tịch nhiệm kỳ 1945–1949), Hội Điểu học Hà Lan (chủ tịch từ năm 1949) hay Hội Côn trùng học (chủ tịch nhiệm kỳ 1951–1955). Từ năm 1928 đến 1960, de Beaufort là Thư ký Hiệp hội Động vật học Hoàng gia ở vườn thú Natura Artis Magistra và cũng được trao tặng danh hiệu Thành viên danh dự.
Trong sự nghiệp của mình, de Beaufort nhiều lần phục vụ mục đích khoa học tại nhiều khu vực trên thế giới, như tại Java (1929), Ấn Độ (1937), Bengal (1946).
De Beaufort về hưu ở tuổi 70 nhưng ông vẫn tiếp tục hoàn thiện và xuất bản các tài liệu cho đến sinh nhật lần thứ 89 của mình. Bệnh tình của de Beaufort dần trở nặng, và chỉ vài tuần sau đó ông mất trên giường bệnh vào năm 1968.